# Sông Hán (Triều Tiên)
Sông Hán hay Hán giang (tiếng Hàn: 한강; Hanja: 漢江; Romaja: Han-gang; McCune–Reischauer: Han'gang; Hán-Việt: Hán Giang) là con sông lớn ở Hàn Quốc, là con sông dài thứ tư ở bán đảo Triều Tiên sau các sông Áp Lục, Đồ Môn, Lạc Đông.
Sông Hán chảy qua khu vực Trung bộ bán đảo Triều Tiên, là hợp lưu của sông Bắc Hán hay Lâm Tân giang - thượng lưu phía bắc của Hán giang bắt nguồn từ núi Kim Cương (Geumgang) ở Cộng hòa Dân chủ Nhân dân Triều Tiên; và sông Nam Hán, bắt nguồn từ núi Đại Đức (Daedeok). Sông Hán chảy qua Seoul, thủ đô Hàn Quốc rồi đổ ra biển Hoàng Hải.
Sông Hán và vùng phụ cận của nó đóng vai trò quan trọng trong suốt chiều dài lịch sử Triều Tiên. Vào thời Tam Quốc Triều Tiên, các nước đã tranh giành kiểm soát khu vực này bởi sông Hán được xem như con đường giao thương đến Trung Hoa (thông qua Hoàng Hải). Tuy nhiên, hiện nay con sông này không còn được sử dụng cho mục đích hàng hải vì khu vực cửa sông nằm ở biên giới của hai miền, nơi cấm các hoạt động dân sự.
Dòng sông này là nguồn cung cấp nước cho hơn 12 triệu người Hàn Quốc. Vào tháng 7 năm 2000, quân đội Hoa Kỳ thú nhận đã đổ hóa chất độc hại xuống dòng sông, tạo nên nhiều làn sóng biểu tình.
Nhiều người Việt Nam nhầm tên sông này là "sông Hàn", vì tưởng rằng liên quan đến tên Hàn Quốc vì trong tiếng Hàn, chữ hán 漢 và hàn 韓 là đồng âm Han, gây nhiều nhầm lẫn cho người dịch. Trong khi đó, sông Hàn là tên một con sông tại Đà Nẵng, Việt Nam, nhưng cũng không liên quan đến Hàn Quốc vì Hán tự của sông Hàn (Đà Nẵng) là 瀚.
Sông dài 514 km. Ở địa phận Seoul, sông rộng tới 1 km. Có 25 cây cầu bắc qua sông trong phạm vi vùng thủ đô Seoul.

## Sông nhánh của sông Hán
Nhiều con sông từ nơi khác hợp lưu và đổ vào sông Hán. Từ đầu nguồn đến cửa sông Hán có tổng số 920 sông, trong đó có 19 sông cấp quốc gia, 15 sông cấp 1 địa phương và 886 sông cấp 2 địa phương. Sông Namhan là dòng chính của sông Hán, và sông Bukhangang đổ vào sông Hán tại Yangsu-ri, Yangpyeong-gun, Gyeonggi-do. Các nhánh chính của sông Hàn như sau.

### Đoạn từ đầu nguồn ~ Yangsu-ri
- Goljicheon (골지천) (Đầu nguồn sông Hàn)
  - Heilcheon (하일천)
  - Imgyecheon (임계천)
  - Songcheon (송천)
- Odaecheon (오대천)
- Eocheon (어천)
- Jijangcheon (지장천)
- Seokhangcheon (석항천)
- Pyeongchanggang*
  - Sokchacheon (속사천)
  - Heungjeongcheon (흥정천)
  - Daehwacheon (대화천)
  - Gyechoncheon (계촌천)
  - Jucheongang (주천강)
  - Ssangyongcheon (쌍용천)
  - Mungokcheon (문곡천)
- Okdongcheon (옥동천)
- Eogokcheon (어곡천)
- Maepocheon (매포천)
- Juknyeongcheon (죽령천)
- Danyangcheon (단양천)
- Jecheoncheon (제천천)
  - Jangpyeongcheon (장평천)
  - Wonseocheon (원서천)
- Gwangcheon (광천)
- Dongdalcheon (동달천)
- Dalcheon* (달천)
  - Eumseongcheon (음성천)
  - Yodocheon (요도천)
- Hanpocheon (한포천)
- Seomgang* (섬강)
  - Geumgyecheon (금계천)
  - Jeoncheon (전천)
  - Wonjucheon* (원주천)
  - Illicheon (일리천)
  - Seogokcheon (서곡천)
- Cheongmicheon* (청미천)
- Geumdangcheon (금당천)
- Yanghwacheon (양화천)
- Bokhacheon (복하천)*
- Heukcheon (흑천)
- Bukhangang* (북한강)

### Phần sau Yangsu-ri
Phần phía Đông Gyeonggi-do
- Jeongamcheon (정암천)
- Gyeongancheon* (경안천)
  - Osancheon (오산천)
  - Gonjiamcheon (곤지암천)
  - Beoncheon (번천)
  - Woosancheon (우산천)
- Sangokcheon (산곡천)
- Wolmuncheon (월문천)
- Wangsukcheon (왕숙천)
  - Sareungcheon (사릉천)
  - Yongamcheon (용암천)

Phần Seoul
- Godeokcheon (고덕천)
- Seongnaecheon (성내천)
- Tancheon (탄천)
  - Yangjaecheon (양재천)
- Jungnangcheon* (중랑천)
  - Buyongcheon (부용천)
  - Uicheon (우이천)
  - Cheonggyecheon (청계천)
- Banpocheon (반포천)
- Hongjecheon (홍제천)
  - Bulgwangcheon (불광천)
- Anyangcheon* (안양천)
  - Mokgamcheon (목감천)
  - Dorimcheon (도림천)
    - Daebangcheon (대방천)
    - Bongcheoncheon (봉천천)

Phần phía Tây Gyeonggi-do
- Changneungcheon (창릉천)
- Gulpocheon (굴포천)
- Gyeyangcheon (계양천)
- Bongseongpocheon (봉성포천)
- Jangwolpyeongcheon (장월평천)
- Gongneungcheon* (공릉천)
- Imjingang* (임진강)
  - Mageocheon (마거천)
  - Hwanggongcheon (황공천)
  - Hantagang (한탄강)
  - Ganpacheon (간파천)
  - Samicheon (사미천)
  - Nolnocheon (눌노천)
  - Munsancheon* (문산천)

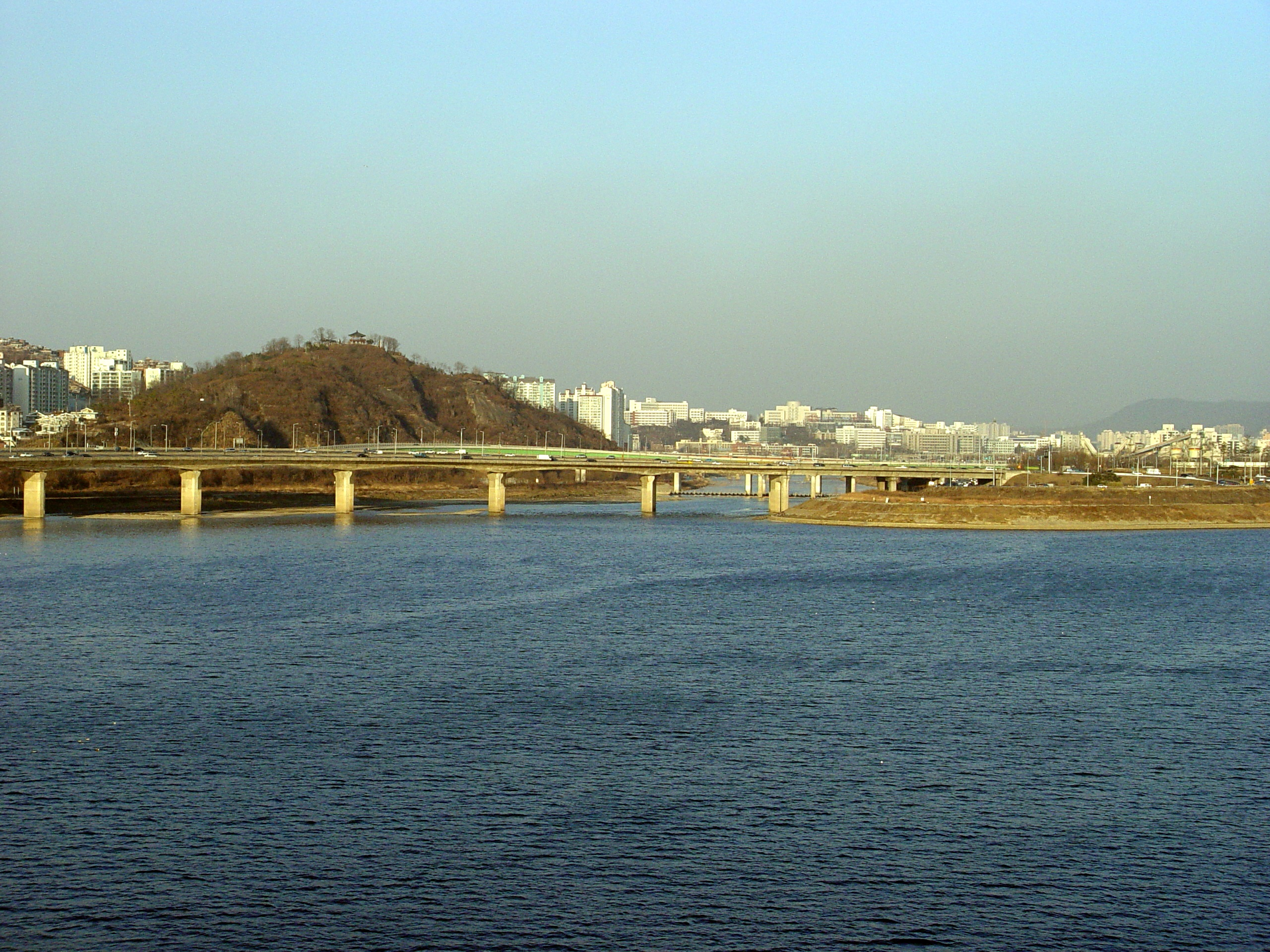
Điểm giao nhau giữa Jungnangcheon và sông Hán

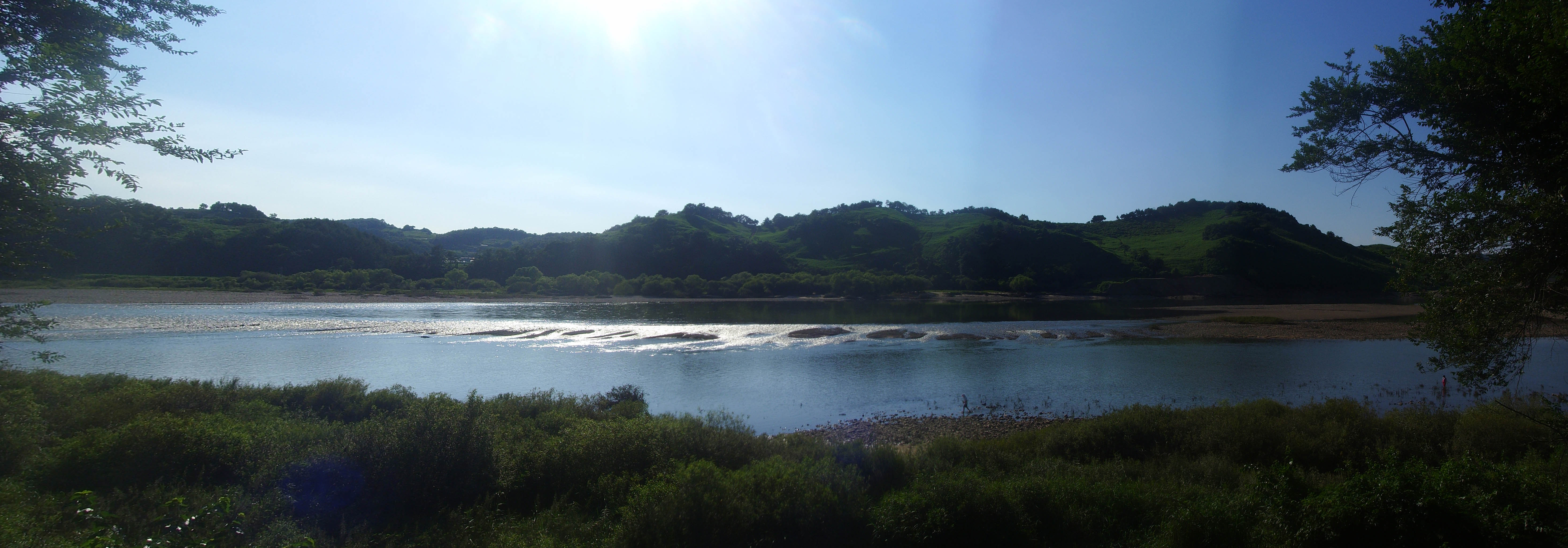
Imjingang

* Các phụ lưu được công nhận là sông quốc gia

## Giao thông

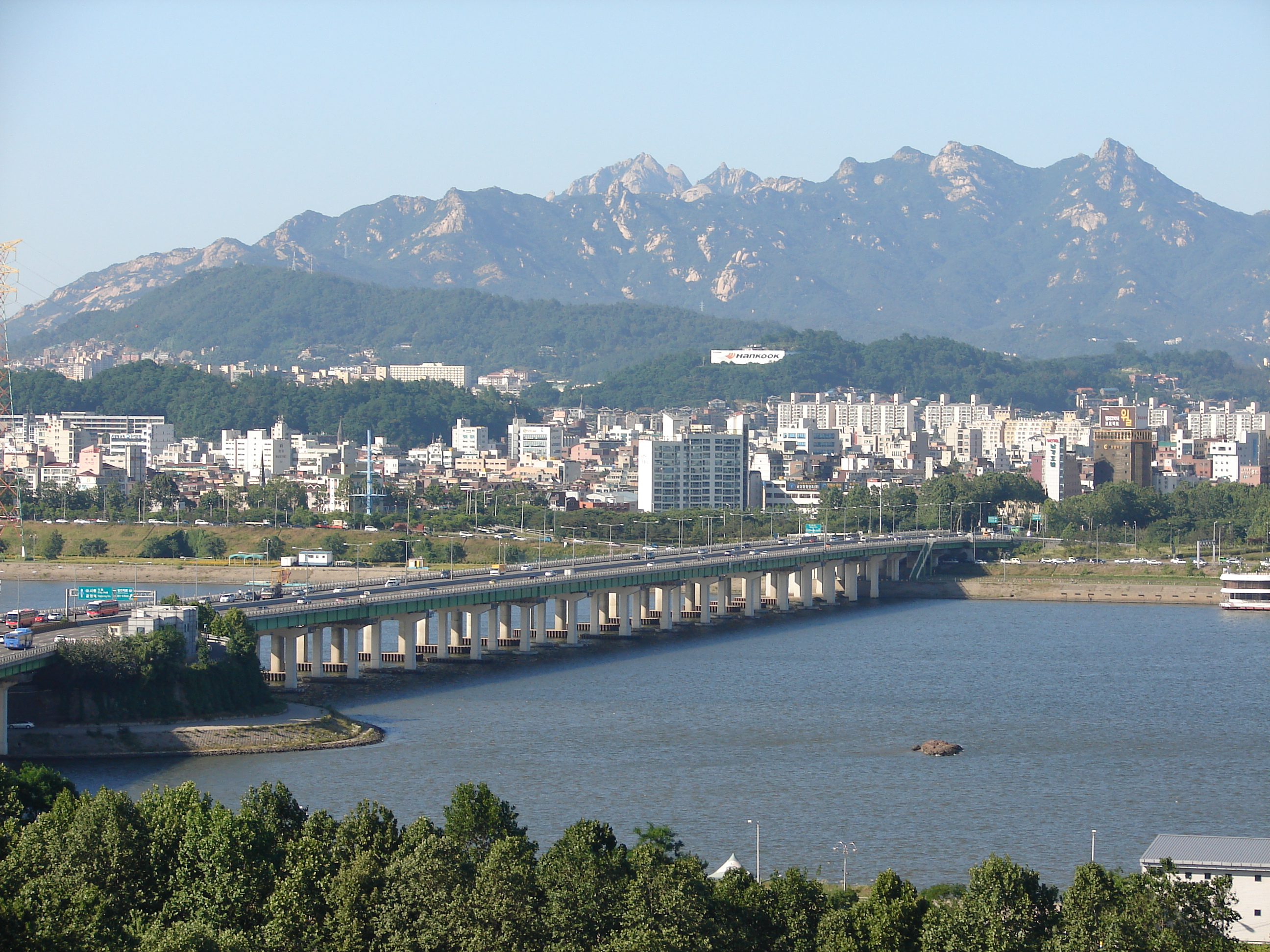
Cầu Yanghwa

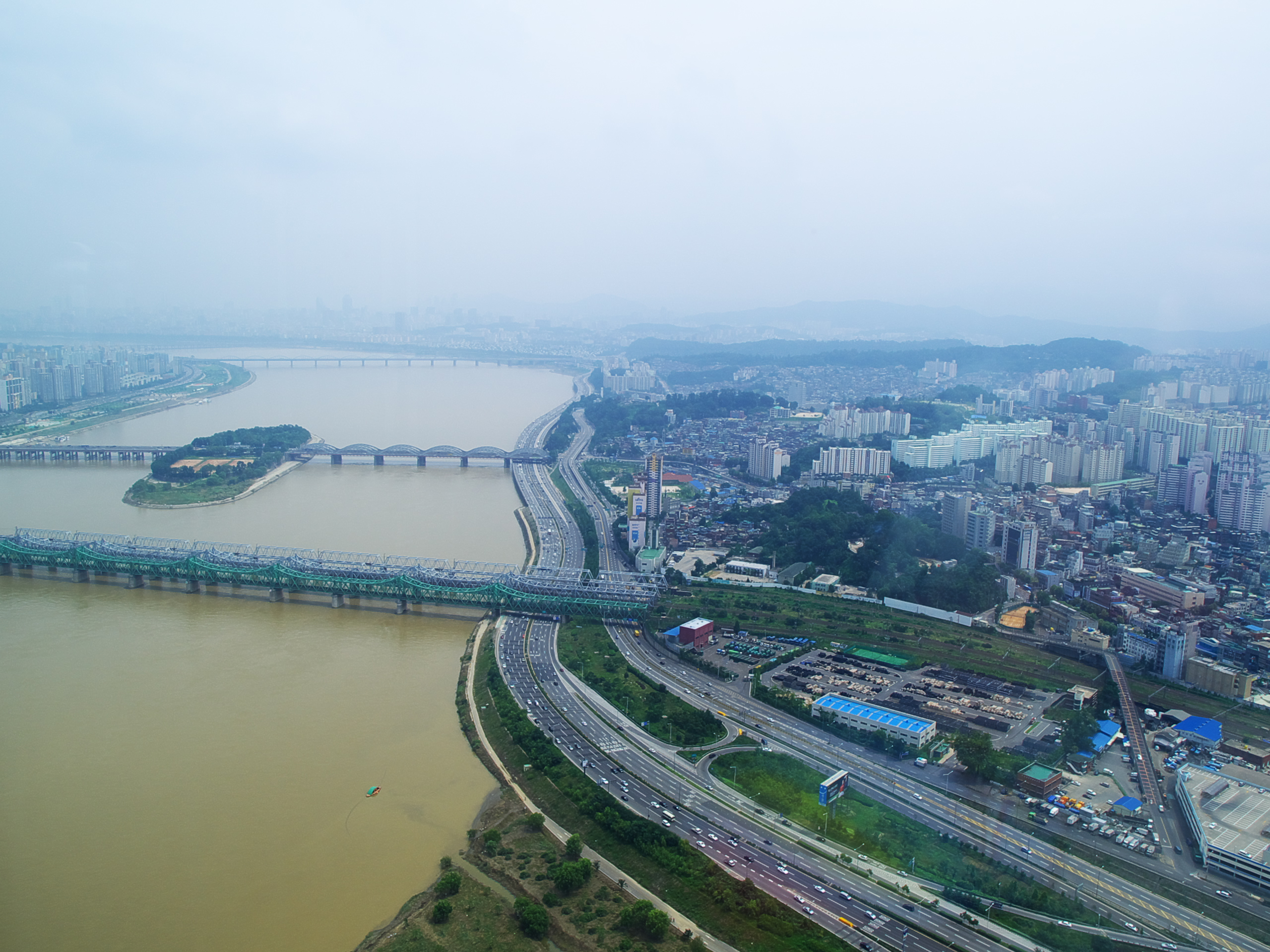
Cầu đường sắt Hangang và cầu Hangang

### Cầu qua sông Hán
Từ những năm 1960 đến nay, một số cây cầu bắc qua sông Hán đã được xây dựng. Có tổng cộng 32 cây cầu nằm giữa điểm gặp nhau của sông Bukhangang và Namhangang và điểm mà chúng chảy vào biển Hoàng Hải. Hầu hết được chiếu sáng vào ban đêm cho đến nửa đêm và 1 giờ sáng. Các sông dưới đây được xếp theo thứ tự từ hạ lưu đến thượng nguồn.
Phía Tây Gyeonggi-do
- Cầu Ilsan; 일산대교 (2008)
- Cầu Gimpo; 김포대교 (1997,  Đường cao tốc vành đai 1 vùng thủ đô Seoul)

Khu vực đô thị Seoul
- Cầu Haengju; 행주대교 (1978 - Cầu Guhaengju, 2000 - Cầu Haengju mới)
- Cầu Banghwa; 방화대교 (2000,  Đường cao tốc Sân bay Quốc tế Incheon)
- Cầu đường sắt Magok; 마곡철교 (2010, ● Đường sắt sân bay Quốc tế Incheon)
- Cầu Gayang; 가양대교 (2002)
- Cầu World Cup; 월드컵대교 (2021)
- Cầu Seongsan; 성산대교 (1980)
- Cầu Yanghwa; 양화대교 (1965, Cầu Hangang thứ 2)
- Cầu đường sắt Dangsan; 당산철교 (1983, ● Tàu điện ngầm Seoul tuyến 2)
- Cầu Seogang; 서강대교 (1999)
- Cầu Mapo; 마포대교 (1970)
- Cầu Wonhyo; 원효대교 (1981)
- Cầu đường sắt Hangang; 한강철교 (1900, ● Tàu điện ngầm vùng thủ đô Seoul tuyến 1)
- Cầu Hangang; 한강대교 (1917, Cầu Hangang thứ nhất)
- Cầu Dongjak; 동작대교 (1984, ● Tàu điện ngầm vùng thủ đô Seoul tuyến 4)
- Cầu Banpo; 반포대교 (1982)
- Cầu Jamsu; 잠수교 (1976)
- Cầu Hannam; 한남대교 (1969, Cầu Hangang thứ 3)
- Cầu Dongho; 동호대교 (1984, ● Tàu điện ngầm vùng thủ đô Seoul tuyến 3)
- Cầu Seongsu; 성수대교 (1979 - Cầu Seongsu cũ, 1997 - Cầu Seongsu mới)
- Cầu Yeongdong; 영동대교 (1973)
- Cầu Cheongdam; 청담대교 (2001, ● Tàu điện ngầm Seoul tuyến 7)
- Cầu Jamsil; 잠실대교 (1972)
- Cầu đường sắt Jamsil; 잠실철교 (1979, ● Tàu điện ngầm Seoul tuyến 2)
- Cầu Olympic; 올림픽대교 (1990)
- Cầu Cheonho; 천호대교 (1976)
- Cầu Gwangjin; 광진교 (1936 - Cầu Gwangjin cũ, 2005 - Cầu Gwangjin mới)
- Cầu Guri–Amsa; 구리암사대교 (2014)
- Cầu Godeok; 고덕대교 (2023,  Đường cao tốc Sejong–Pocheon)
- Cầu Gangdong; 강동대교 (1991,  Đường cao tốc vành đai 1 vùng thủ đô Seoul)

Phía Tây Gyeonggi-do
- Cầu Misa; 미사대교 (2009,  Đường cao tốc Seoul–Yangyang)
- Cầu Paldang; 팔당대교 (1995)
- Cầu quản lý đập Paldang (1974, Hạn chế giao thông: từ 18:00 vào các ngày cuối tuần và các ngày trước ngày lễ đến 24:00 vào ngày lễ, chỉ xe ô tô nhỏ mới có thể đi qua)

### Đường bộ và tàu điện ngầm
Tại Seoul, đường cao tốc Gangbyeon và đường cao tốc Olympic lần lượt được xây dựng ở phía bắc và phía nam của sông Hán. Tuyến 1 (Yongsan ~ Noryangjin), Tuyến 2 (Gangbyeon ~ Jamsillaru, Dangsan ~ Hapjeong), Tuyến 3 (Oksu ~ Apgujeong), Tuyến 4 (Ichon ~ Dongjak), Tuyến 7 (Khu nghỉ dưỡng Ttukseom ~ Cheongdam) và Đường sắt sân bay Quốc tế Incheon (Sân bay Quốc tế Gimpo ~ Digital Media City) đi qua cầu đường sắt, Tuyến 5 (Yeouinaru ~ Mapo, Gwangnaru ~ Cheonho), Tuyến Suin–Bundang (Apgujeongrodeo ~ Rừng Seoul) và Tuyến Seohae đi qua dòng chính của sông Hán bằng một đường hầm chui và Tuyến Gyeongui–Jungang bắc qua sông Bukhangang bằng một cây cầu đường sắt. Các tuyến tàu điện ngầm khác không đi qua dòng chính của sông Hàn, nhưng Tuyến 8, Tuyến Shinbundang dự kiến sẽ đi qua dòng chính của sông Hàn.

## Thư viện

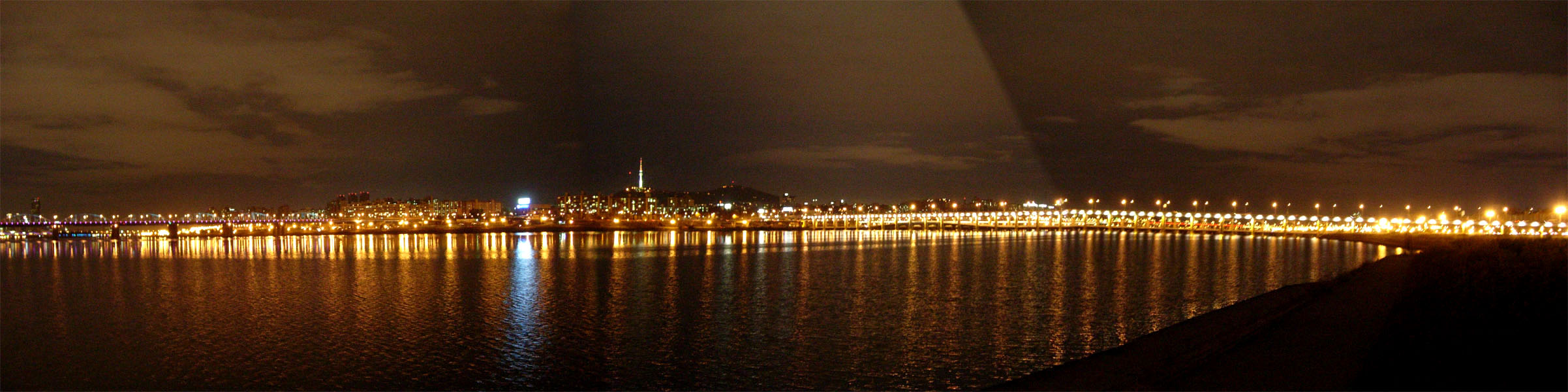
Cảnh đêm sông Hán
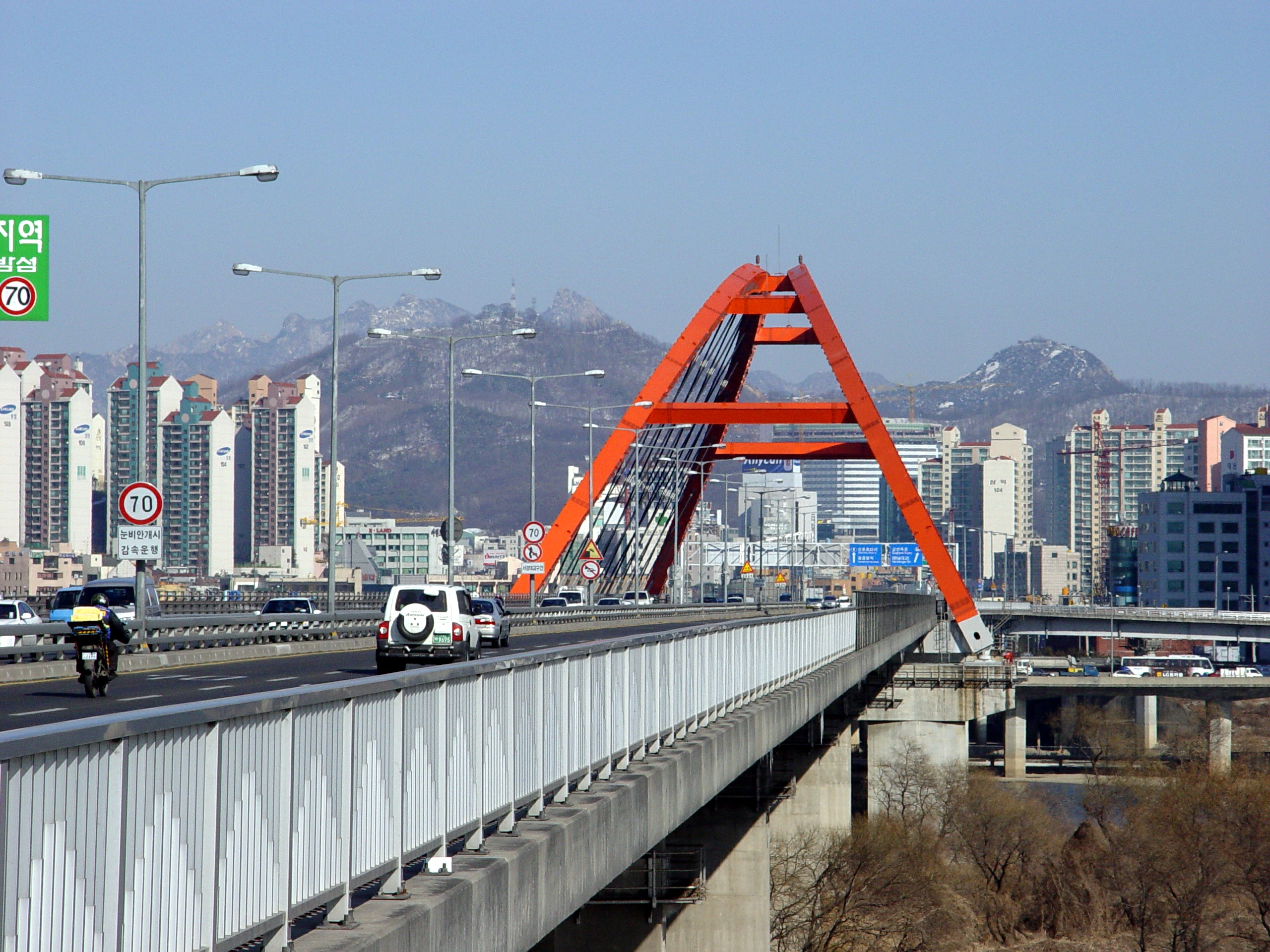
Cầu Seogang, núi Bukaksan phía sau và đảo Bamseom bên dưới.
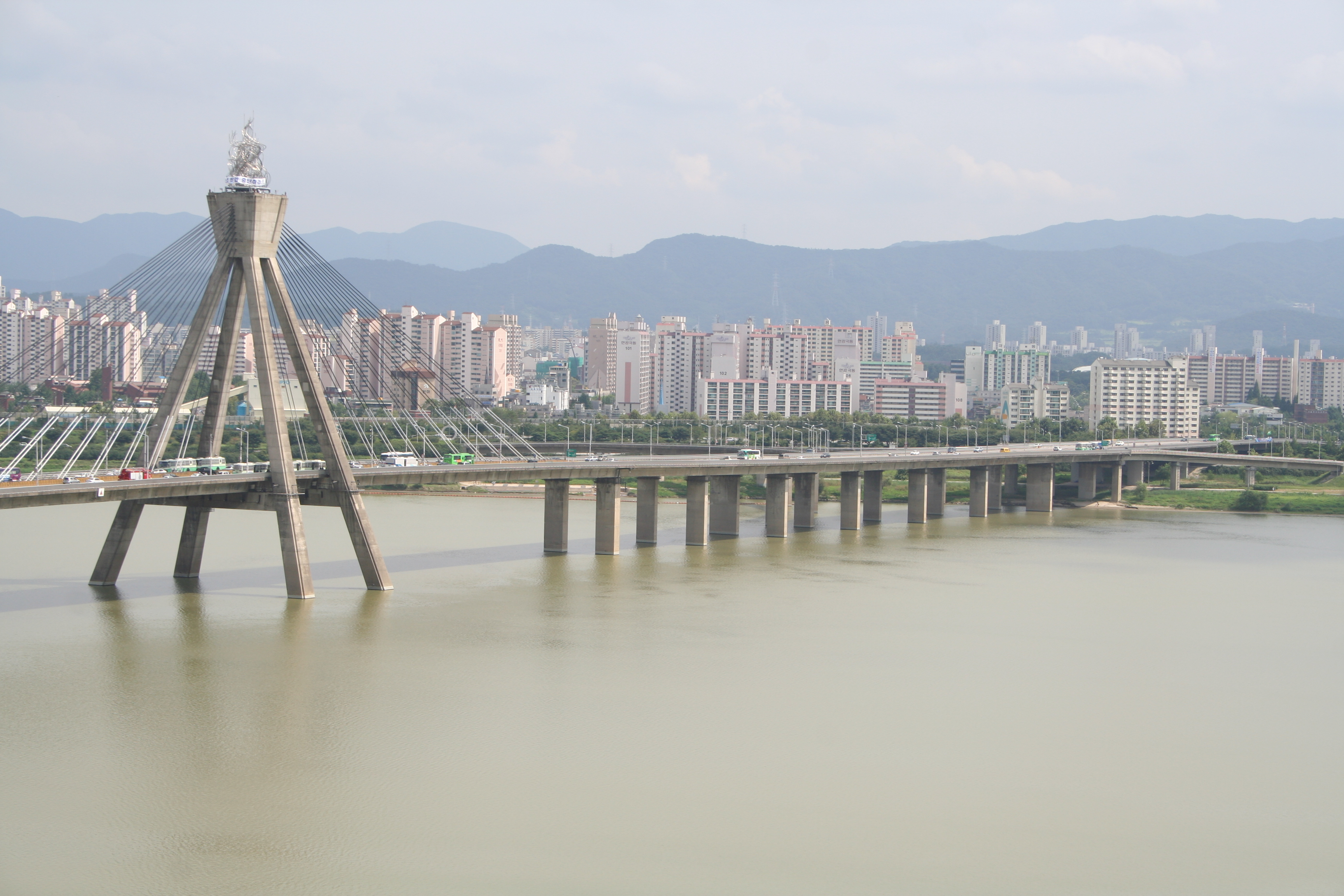
Quang cảnh cầu Olympic
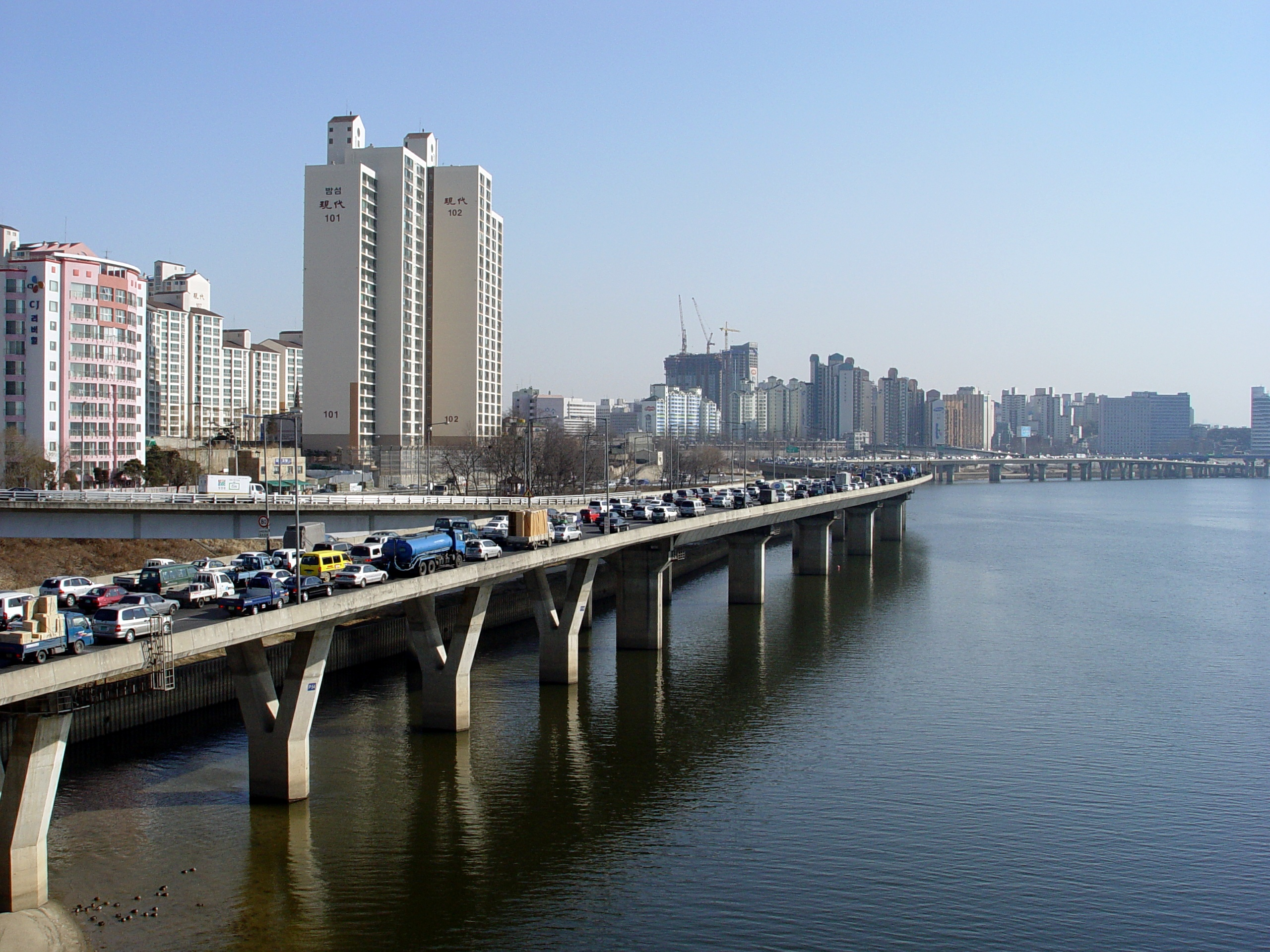
Phía đông sông Hán nhìn từ đầu phía bắc cầu Seogang
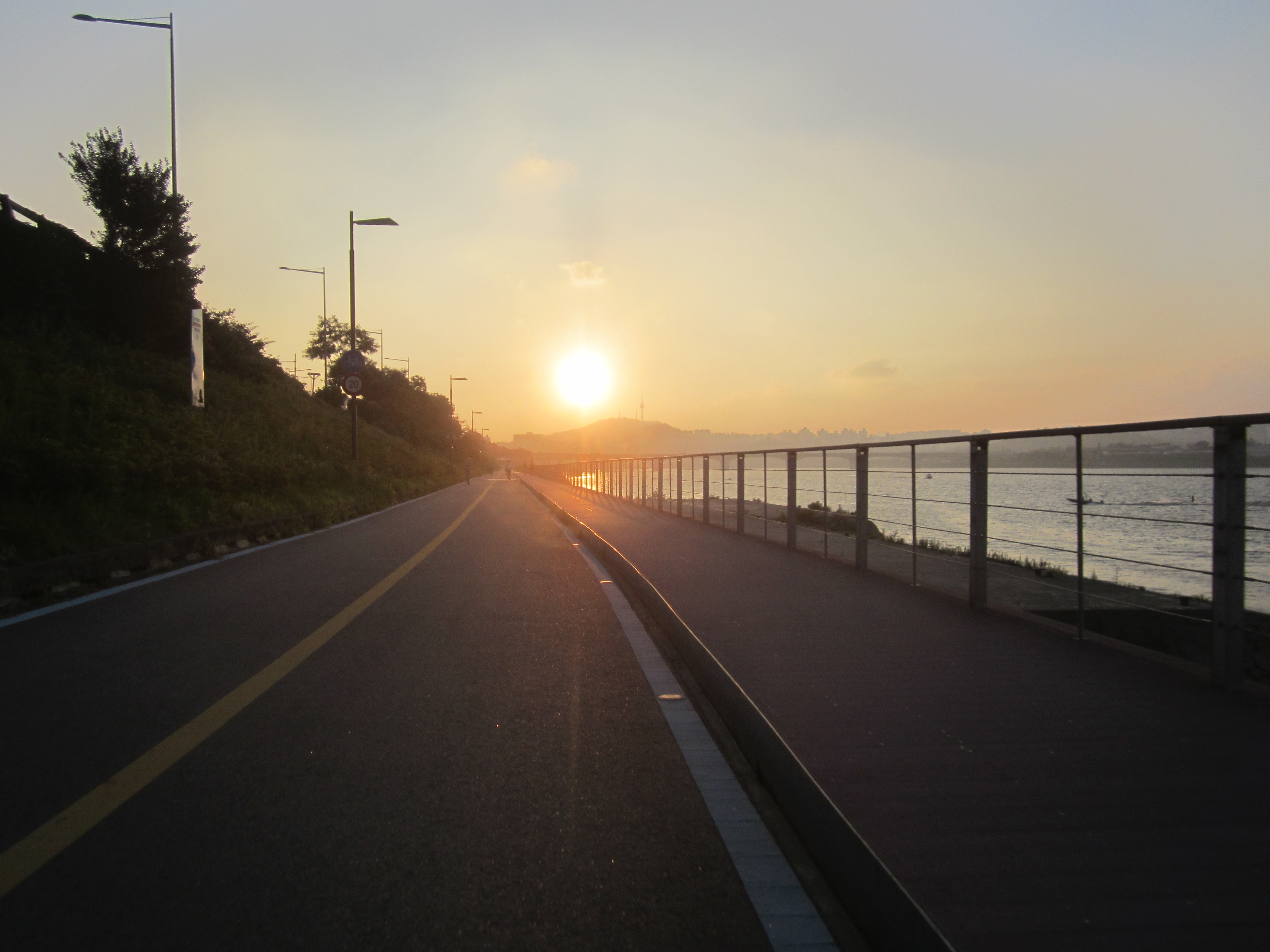
Đường đi xe đạp sông Hán
Trung tâm an ninh Mangwon sông Hán
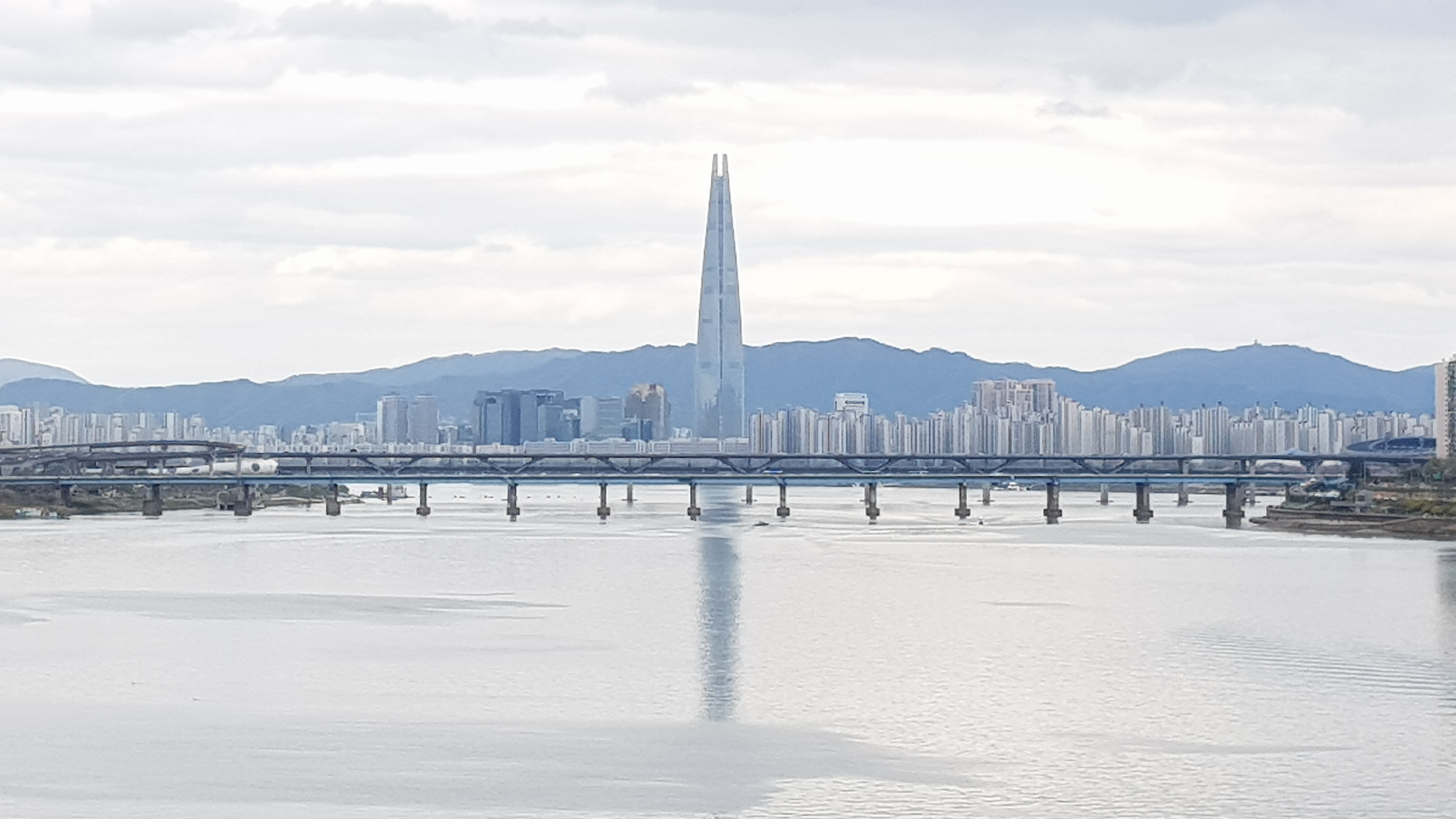
Sông Hán và tháp Lotte World
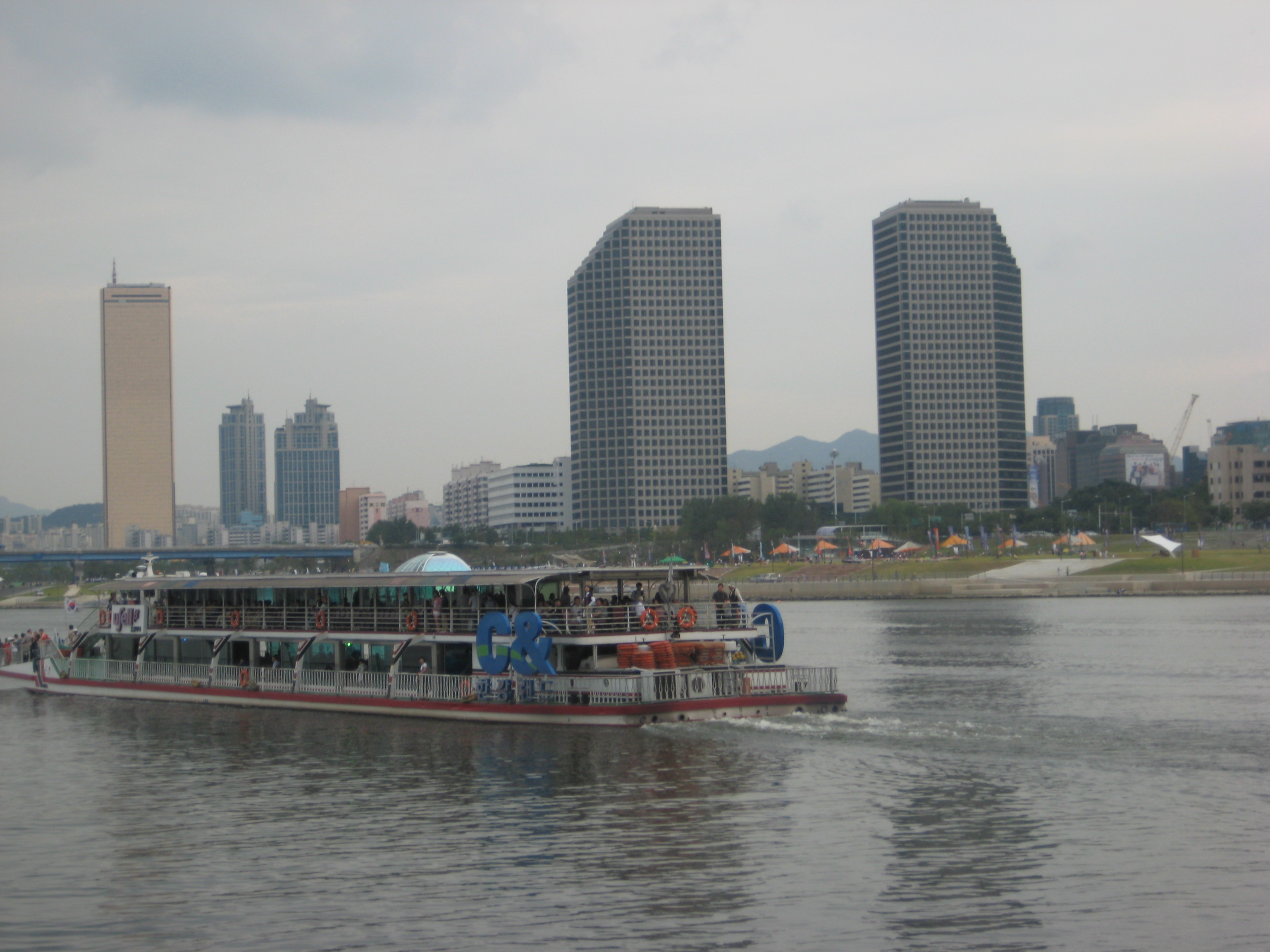
Quang cảnh tàu du lịch sông Hán, Tòa nhà 63 và LG Twin Towers
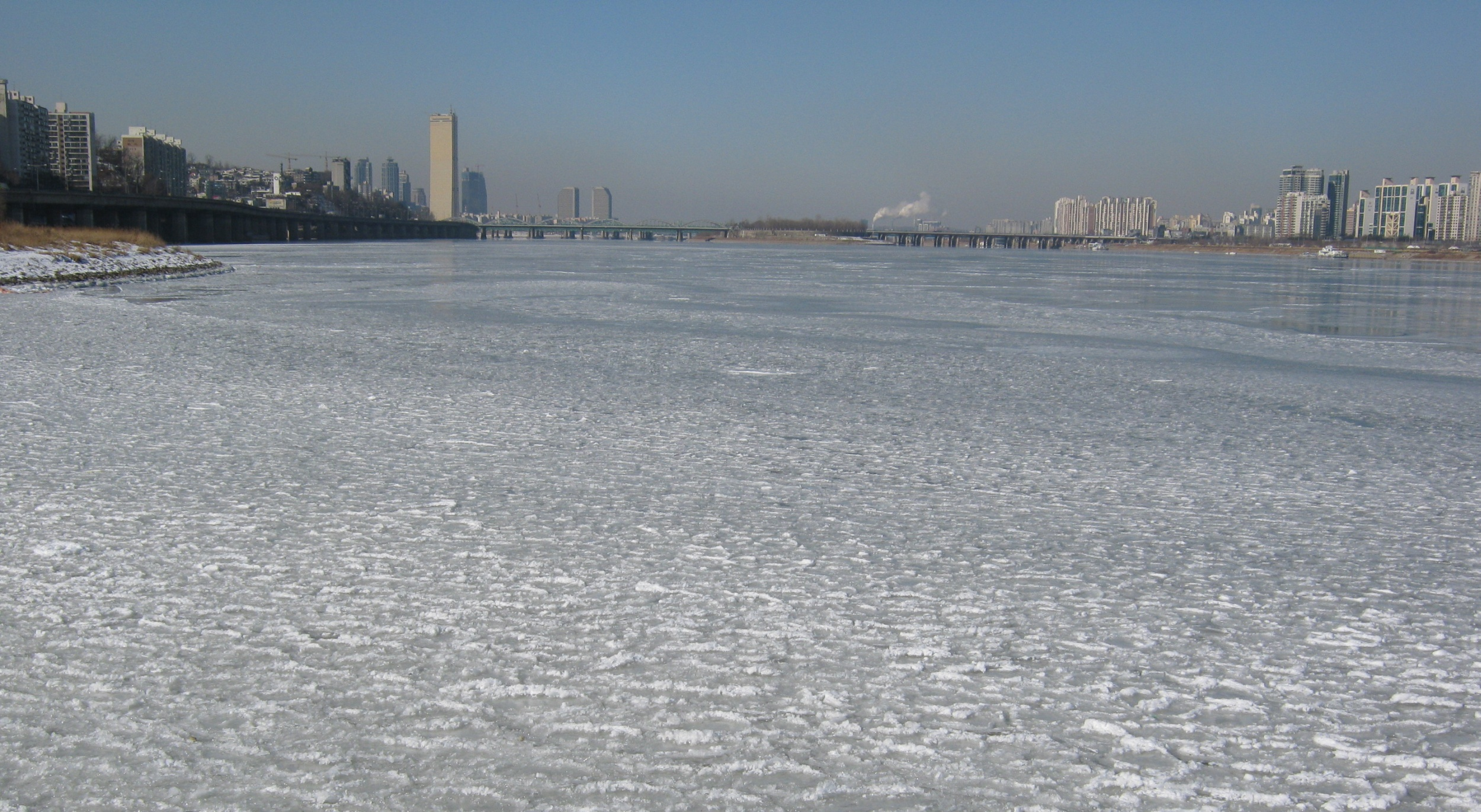
Sông Hán đóng băng

## Toàn cảnh

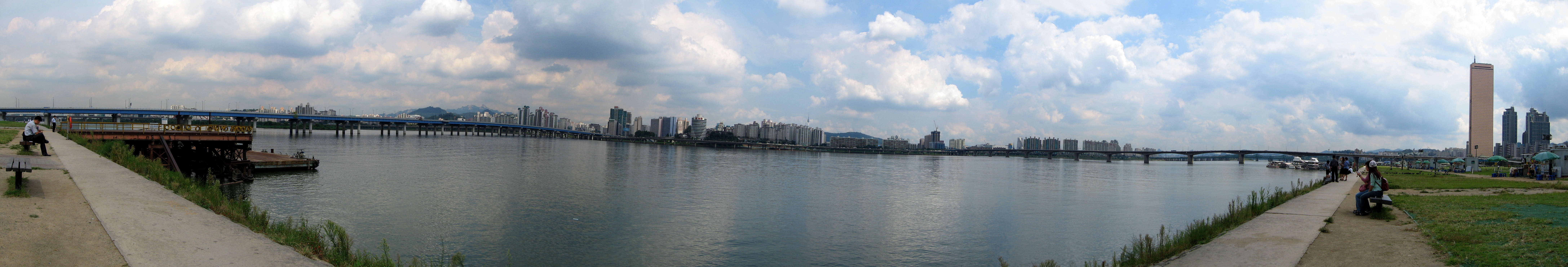
Ảnh toàn cảnh sông Hán

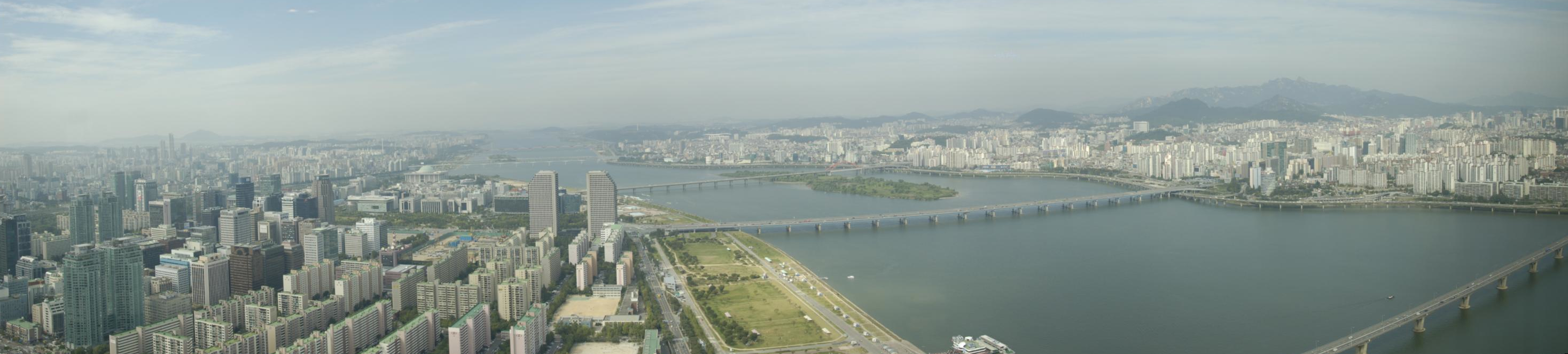
Ảnh toàn cảnh sông Hán nhìn từ tòa nhà 63